# Ulica Kapelanka w Krakowie
Ulica Kapelanka – ulica w Krakowie, w dzielnicy VIII Dębniki, biegnąca od skrzyżowania z ulicami Adolfa Nowaczyńskiego, gen. Bohdana Zielińskiego i Monte Cassino do skrzyżowania z ulicami Stefana Grota-Roweckiego, Wacława Lipińskiego, Jana Brożka. Ulica oddziela Ludwinów od Zakrzówka.
Powstała w połowie XIX wieku (1849–1855) jako droga dojazdowa do austriackiego szańca FS-25. Nazwę Kapelanka otrzymała w 1912. Upamiętnia ona istniejącą tutaj osadę Kapelanka, która do końca XVIII wieku stanowiła uposażenie kapelanów katedry wawelskiej.
Na początku XX wieku biegła od ul. Twardowskiego do ul. Ceglarskiej. Mieściły się wówczas przy niej koszary kawalerii. Ulica została przebudowana do obecnego przebiegu w latach 70. XX wieku.
Wzdłuż ulicy biegnie torowisko tramwajowe – fragment Krakowskiego Szybkiego Tramwaju.

Przy ul. Kapelanka znajduje się Centrum Monitorowania Jakości w Ochronie Zdrowia.

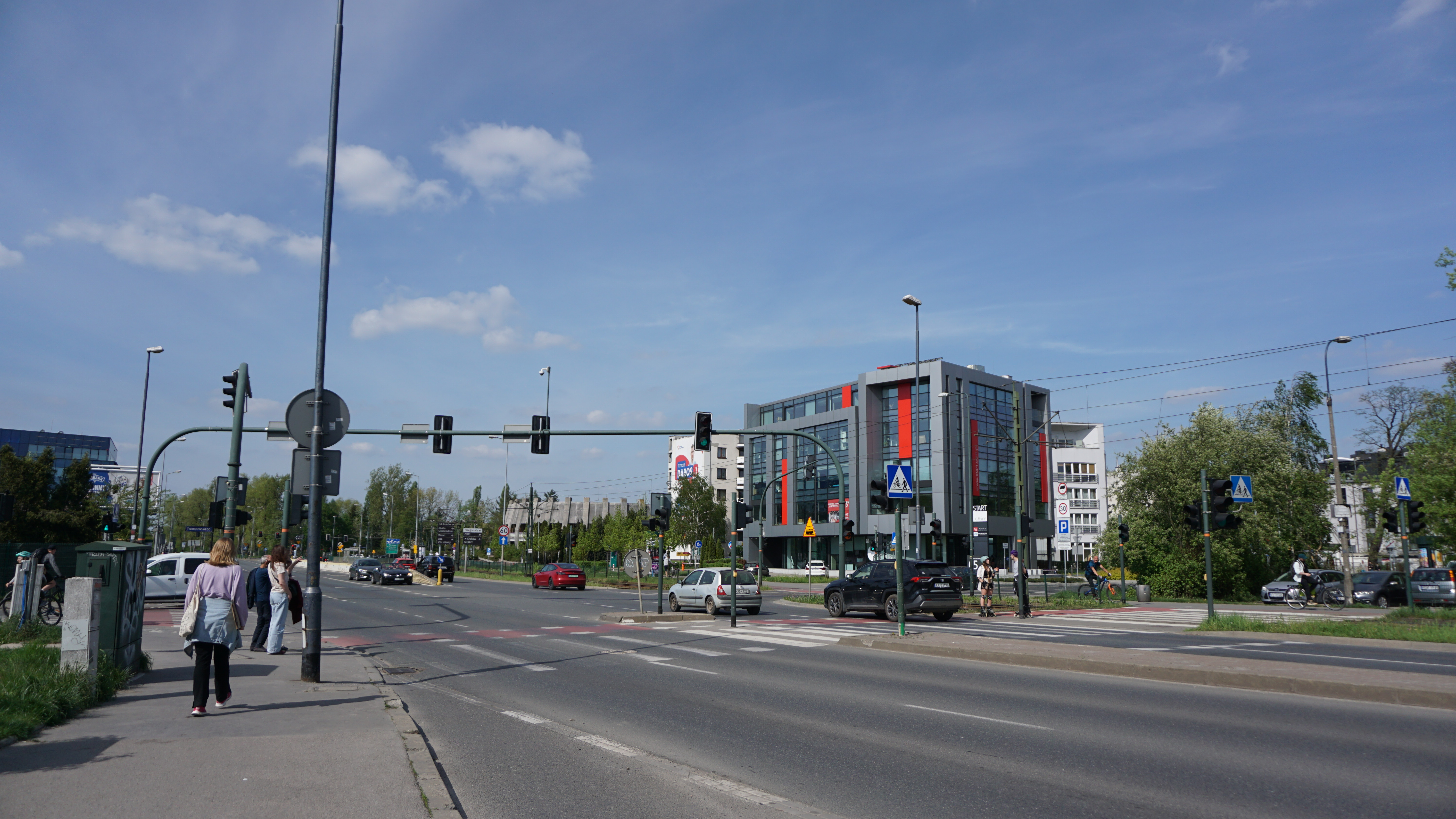
Widok na północ
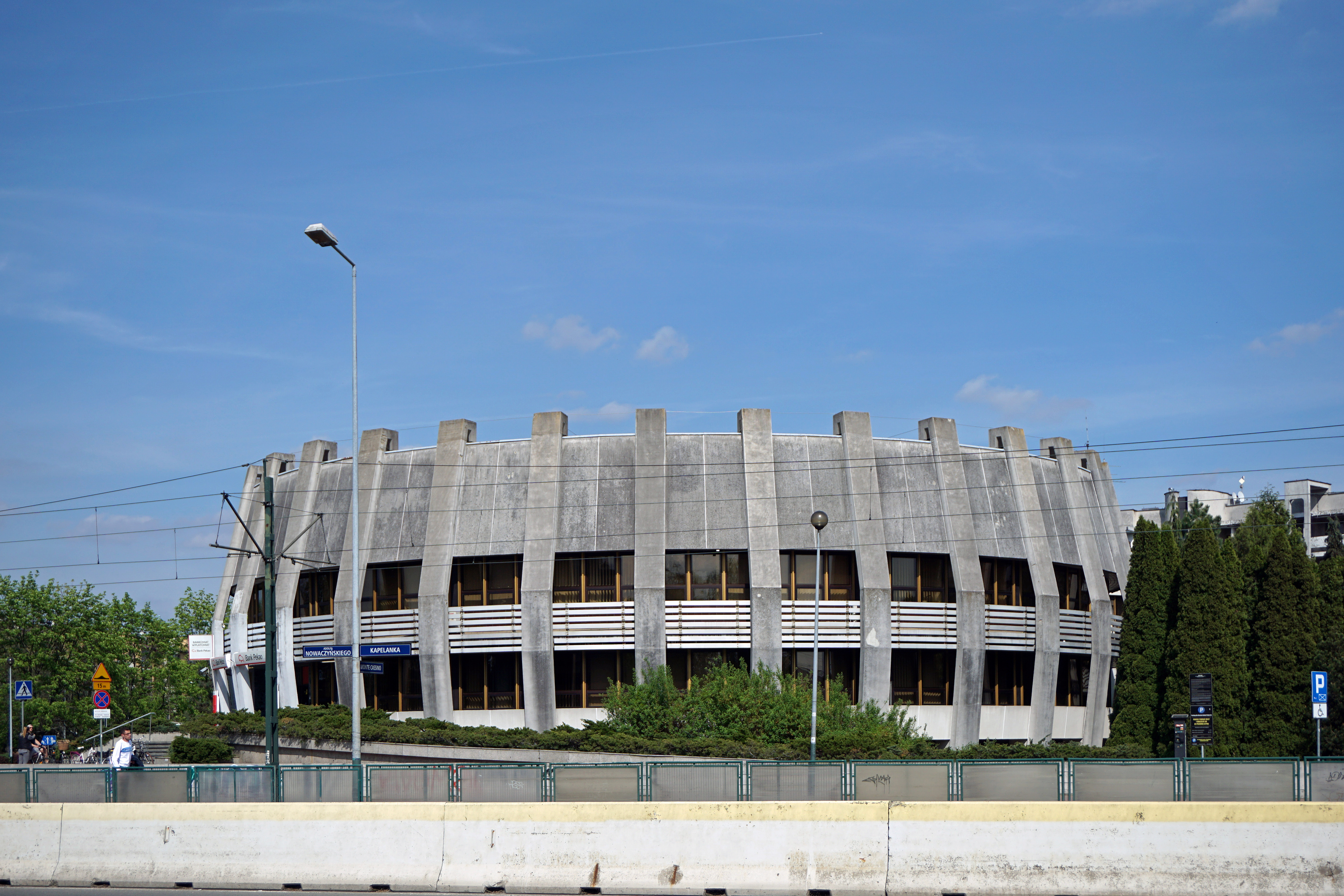
Budynek Banku Pekao, ul. Kapelanka 1